# Anolis vermiculatus
Anolis vermiculatus är en ödleart som beskrevs av  Jean Theodore Cocteau 1837. Anolis vermiculatus ingår i släktet anolisar, och familjen Polychrotidae. Inga underarter finns listade i Catalogue of Life.

## Bildgalleri

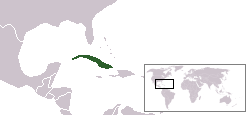